# 加伊達·努魯·加尼游
加伊達·努魯·加尼游（Ghaida Nurul Ghaniyu，1998年9月5日—），出生於印尼萬隆，印尼女子羽球運動員。

## 簡歷
加伊達·努魯·加尼游曾於2016年獲得印尼全國青少年錦標賽女單冠軍。2019年5月，她在祕魯利馬舉行的秘魯未來系列賽首次晉級國際賽決賽，最終以1比2（21-19、14-21、27-29）遭到古巴選手塔希瑪拉·奧羅佩薩·普波逆轉而獲得亞軍。而同年6月在祕魯利馬舉辦的另一場國際賽－秘魯國際賽，加尼游與相同的對手再次於決賽相遇，這次她反以直落二（21-14、21-14）擊敗對手，奪得生涯第一個國際賽冠軍。

## 主要比賽成績
只列出曾進入準決賽的國際賽事成績：
| 年份   | 賽事                     | 公開賽級別 | 項目     | 搭檔           | 成績   |
| ------ | ------------------------ | ---------- | -------- | -------------- | ------ |
| 2019年 | 秘魯羽毛球未來系列賽     | 未來系列賽 | 女子單打 | －             | 亞軍   |
| 2019年 | 秘魯羽毛球國際賽         | 國際系列賽 | 女子單打 | －             | 冠軍   |
| 2019年 | 墨西哥羽毛球國際賽       | 國際系列賽 | 女子單打 | －             | 冠軍   |
| 2019年 | 墨西哥羽毛球國際賽       | 國際系列賽 | 女子雙打 | M. D. Zambrano | 準決賽 |
| 2019年 | 危地馬拉羽毛球國際系列賽 | 國際系列賽 | 女子單打 | －             | 冠軍   |
| 2019年 | 危地馬拉羽毛球國際系列賽 | 國際系列賽 | 女子雙打 | M. D. Zambrano | 準決賽 |

| 2007-2017年 | 首要超級賽 | 超級賽 | 黃金大獎賽 | 大獎賽 | 國際挑戰賽 | 國際系列賽 | 未來系列賽 | 其他 |

| 2018-2026年 | 總決賽 | 超級1000賽 | 超級750賽 | 超級500賽 | 超級300賽 | 超級100賽 | 國際挑戰賽 | 國際系列賽 | 未來系列賽 | 其他 |